# Bureau of Architecture, Research, and Design
Bureau of Architecture, Research, and Design (BOARD)  est une agence d'architecture,  basée à Rotterdam, fondée par l'architecte allemand Bernd Upmeyer, en 2005. L'agence est plus connue pour la publication de la revue anglophone sur l’urbanisme MONU. De 2012 à 2016, BOARD a été partie du groupe, dirigé par l'agence STAR strategies + architecture, sélectionné par l’AIGP – Atelier International du Grand Paris (AIGP), comme l'une des six nouvelles équipes d'architectes et urbanistes, membre du conseil scientifique de la mission: Grand Paris: pour une métropole durable.